# Red Bull Racing RB21
De Red Bull Racing RB21 is een Formule 1-auto die gebruikt wordt door het Formule 1-team van Red Bull Racing in het seizoen 2025. De auto werd onthuld op 18 februari 2025 in de O2 Arena in Londen. De auto is de opvolger van de RB20 en beschikt over een Honda Red Bull Powertrains-motor. De RB21 wordt bestuurd door Max Verstappen en Yuki Tsunoda, respectievelijk voor hun tiende en eerste seizoen bij het team. Op 27 maart 2025 werd bekendgemaakt dat Liam Lawson vanwege tegenvallende resultaten Red Bull zal verlaten en zal terugkeren bij Racing Bulls vanaf de Japanse Grand Prix. Yuki Tsunoda neemt de plaats over van Lawson bij Red Bull Racing .

## Resultaten
| Kleur   | Resultaat                       |
| ------- | ------------------------------- |
| Goud    | Winnaar                         |
| Zilver  | Tweede plaats                   |
| Brons   | Derde plaats                    |
| Groen   | Gefinisht (punten behaald)      |
| Blauw   | Gefinisht (geen punten behaald) |
| Blauw   | Niet geklasseerd (NC)           |
| Paars   | Uitgevallen (DNF)               |
| Rood    | Niet gekwalificeerd (DNQ)       |
| Zwart   | Gediskwalificeerd (DSQ)         |
| Wit     | Niet gestart (DNS)              |
| Blanco  | Gewond (INJ)                    |
| Blanco  | Uitgesloten (EX)                |
| Blanco  | Teruggetrokken (WD)             |
| Blanco  | Niet deelgenomen                |
| 1, 2, 3 | Sprint positie (punten behaald) |
| P       | Poleposition                    |
| S       | Snelste ronde                   |

| Jaar | Chassis en banden      | Motor          | Coureurs       | 1   | 2   | 3   | 4   | 5   | 6   | 7   | 8   | 9   | 10  | 11  | 12  | 13  | 14  | 15  | 16  | 17  | 18  | 19  | 20  | 21  | 22  | 23  | 24  | Punten | WK-plaats |
| ---- | ---------------------- | -------------- | -------------- | --- | --- | --- | --- | --- | --- | --- | --- | --- | --- | --- | --- | --- | --- | --- | --- | --- | --- | --- | --- | --- | --- | --- | --- | ------ | --------- |
| 2025 | Red Bull Racing RB21 P | Honda RBPTH003 |                | AUS | CHN | JPN | BHR | SAR | MIA | EMI | MON | SPA | CAN | OOS | GBR | BEL | HON | NED | ITA | AZE | SIN | VST | MXS | SAP | LSV | QAT | ABU | 194*   | 4*        |
| 2025 | Red Bull Racing RB21 P | Honda RBPTH003 | Max Verstappen | 2   | 34  | 1P  | 6   | 2P  | 4P  | 1S  | 4   | 10  | 2   | DNF | 5P  | 14  | 9   |     |     |     |     |     |     |     |     |     |     | 194*   | 4*        |
| 2025 | Red Bull Racing RB21 P | Honda RBPTH003 | Liam Lawson    | DNF | 12  |     |     |     |     |     |     |     |     |     |     |     |     |     |     |     |     |     |     |     |     |     |     | 194*   | 4*        |
| 2025 | Red Bull Racing RB21 P | Honda RBPTH003 | Yuki Tsunoda   |     |     | 12  | 9   | DNF | 610 | 10  | 17  | 13  | 12  | 16  | 15  | 13  | 17  |     |     |     |     |     |     |     |     |     |     | 194*   | 4*        |

* Seizoen loopt nog.